# 藤懸末松
藤懸 末松（ふじがけ すえまつ、1884年〈明治17年〉6月24日 - 1942年〈昭和17年〉8月15日）は、大日本帝国陸軍軍人。最終階級は陸軍少将。

## 経歴
石川県出身。陸軍士官学校第18期卒業。1923年（大正12年）8月に陸軍歩兵少佐に進級し、陸軍兵器本廠附の任にあった。1926年（大正15年）8月に近衛歩兵第2連隊附に転じ、1927年（昭和2年）1月に近衛歩兵第2連隊大隊長に就任した。1928年（昭和3年）8月、陸軍歩兵中佐進級と同時に近衛歩兵第2連隊附に発令され、専修大学に配属となり、
1932年（昭和7年）8月に福知山連隊区司令部部員に転じた。
1934年（昭和9年）8月1日、陸軍歩兵大佐進級と同時に近衛師団司令部附となり、拓殖大学に配属された。1936年（昭和11年）8月に名古屋連隊区司令官に転補され、1938年（昭和13年）3月1日に陸軍少将進級と同時に待命となり、3月25日に予備役に編入された。
予備役編入後の同年8月には興亜青年勤労奉仕隊総司令に就任し、満洲国での奉仕隊の奉仕作業を視察した。1939年（昭和14年）には大日本国防婦人会理事に、1941年（昭和16年）4月には大政翼賛会東亜局連絡部長に、1942年（昭和17年）には大日本興亜同盟常務理事にそれぞれ就任している。
1939年（昭和14年）7月時点で東部防衛司令部附を発令され、1941年（昭和16年）までその任にあった。

## 親族
- 二女：東子 - 松島慶三海軍大佐夫人[13]
- 三女：静子 - 森田利勝陸軍大佐夫人[13]
- 四女：都 - 村田敏夫海軍大尉夫人[13]